# MINASE
MINASE (ミナセ) は、精密機械メーカーの協和精工が2005年に設立した日本の時計ブランド。秋田県の皆瀬（現・湯沢市）に時計工房が所在することが名称の由来である。

## 概要
1963年に、東京都江戸川区に、協和精工を創立し、機械部品や切削工具等の製造販売をてがける。翌年、腕時計側加工用段付ドリルを開発し、腕時計関連の業務を専門に扱うようになる。1988年に、秋田県の皆瀬村 (現・湯沢市) に高級腕時計専門の工場を設立し、製造販売をはじめる。1996年には、時計の設計開発から製作までを手がける、総合時計製作メーカーとなる。微細工具メーカーとしては「KYOWA」ブランドを展開している。
2005年に、協和精工が、時計ブランドのMINASEを設立し、「マスタークラフト」シリーズを発表する。2011年には「HiZ（ヒズ）」シリーズを発表し、全国展開を開始する。2015年には、誕生10周年を記念した限定100個の2015-16年冬限定カラー「シャンパンゴールド」を発表している。

## 特徴
「100年後も語り継がれる時計」をコンセプトとし、日本人のモノ作りの精神の具現化を掲げて、理想の時計づくりを目指している。価格帯は30万円-50万円台が主流であるが、140万円前後の価格で、完全受注生産による高級時計も製作している。ムーブメントはETA社製品を一度、完全に分解し、オリジナルのカスタムメイド品として搭載している。
日本人のモノ作りの精神の具現　をモットーにしているがETA社のムーブメントを使用している理由は、国内産機械式ムーブメントを製造しているセイコー、シチズン両社と取引があるため、どちらのものを採用してももう一方に角が立つため　である。なお自社ムーブメント製造に向けた基礎研究は行っているため、ゆくゆくは自社ムーブメントを搭載したい　としている
高度な技術が必要とされるザラツ研磨を用いた鏡面加工と、協和精工が所有する特許技術によるMORE構造が特徴である。

## 製品

### マスタークラフトシリーズ
受注生産によるハンドメイド製作品である。全ての外装パーツが完全に分解可能となるMORE構造を用いた、時計のブレスレットを採用している。ケースとブレスレットは自社生産であり、寸法精度が精密に保たれている。

### HiZ (ヒズ) シリーズ
MORE構造を用い、ケース上下、4つのラグを分割できる構造となっている。
- DIVIDO
- FIVE WINDOWS
- FIVE WINDOWS 18K カスタムオーダー
- HORIZON

## 沿革
- 1963年8月 - 東京都江戸川区に協和精工株式会社創業[4]
- 2005年 - 時計ブランド「MINASE」を創立[4]
- 2006年 - 「明日の日本を支える元気なモノ作り中小企業300社」に選定される[5]
- 2007年 - 第2回ものづくり日本大賞「東北経済産業局長賞」を受賞[4]
- 2008年 - cBNスパイラルエンドミルで「超モノづくり部品大賞」機械部品賞を受賞[6]
- 2009年10月 - 電解砥粒研磨法の特許により「中小企業庁長官奨励賞」を受賞[7]
- 2011年3月 - MINASEの全国展開を開始[4]
- 2011年 - スパイラルPCD（多結晶ダイヤモンド）ボールエンドミルで「超モノづくり部品大賞」機械部品賞を受賞[8]
- 2012年 - 分解・再生が可能な独自構造の腕時計の特許により「発明奨励賞」を受賞[9]
- 2018年4月 - スイス・ジュネーブの高級時計専門店「La Maison de l'Horlogerie」での販売を開始する予定。[10]